# Нижні Станівці
Ни́жні Стані́вці — село у Брусницькій сільській громаді Вижницького району Чернівецької області України. Колишня назва — Станешти (рум.), Станівці Долішні. Розташовані на річці Брусниця, правій притоці Пруту, за 29 км від районного центру, 42 км від Чернівців та за 14 км від залізничної станції Вашківці. Населення близько 1990 осіб.

## Географія
Нижні Станівці розташовані в лісостеповій зоні, рослинність якої змінена людиною. На території сільської ради ростуть: дуб, бук, граб, акація, осика, клен звичайний, вільха, липа, тополя, смерека, ялина, яблуня дика, груша дика, грецький горіх, черешня, верба, ясен. На обійстях господарів є різні сорти яблунь, груш, слив, черешень, вишень, абрикосів та інших дерев. У селі росте багато кущів та різних трав. Природні умови сприятливі для різноманітних звірів, птахів, комах, плазунів, риб. Вигідність географічного положення можна пояснити тим, що село розташоване на традиційних шляхах, які з'єднують центральною дорогою його із Сторожинецьким районом через села Верхні Станівці, Костинці до головної автотраси Кіцмань-Сторожинець та на Вашківці і Чернівці через Брусницю і Дубівці до важливого шосе Чернівці-Вижниця через Вашківці. Нижні Станівці зручні для поїздок в міста Кіцмань, Чернівці, Вашківці та Вижницю. Тим більше, що функціонування Нижньостанівецького, Вашківецького та Калинівського ринків є зручним для торгівлі та покупок. Ці фактори визначають вигідність економіко-географічного розташування села.
У селі струмок Бруславець впадає у річку Брусницю.

## Походження
Перша письмова згадка про Нижні Станівці відноситься до 1596 року. Грамотою від 12 березня 1640 року молдавський господар Василь Лупул стверджував власність боярина Кості Лукавецького на четверту частину села, що раніше належала до володінь феодала Драгомана. В грамоті від 4 вересня 1642 року того ж господаря вказувалось, що Костя Лукавецький передав у спадщину своїм дітям все село Станівці, яким він, очевидно, вже встиг оволодіти.
Про походження назви села є багато переказів та легенд. В одній з них йде мова про те, що колись через село проходив шлях з півночі на південь. На тому місці, де зараз знаходиться село Нижні Станівці були стани, куди заганяли на відпочинок волів та коней.
В іншій легенді говориться, що в період турецько-татарських набігів на Буковину, тут зупинялися турки і татари.
Таким чином і в першій, і в другій легенді згадується слово «стан». Слід згадати, що назва села і походить від цього слова.

## Історія
Село має давню історію, про що свідчать пам'ятки культури, яких багато знайдено на його території.
В східній частині села, в урочищі Ігрище, зібрано велику кількість кремінних знарядь праці періоду пізнього палеоліту, на кутках Задня, Вишнева, Татарська — знаряддя праці Трипільської культури III тисячоліття до н. е. Це сокири і мотики, різці, скребачки, крем'яні серпи і наконечники стріл. У північно-західній частині села, в урочищі Глибока, виявлено ранньослов'янське поселення, де зібрано уламки кераміки III—VI ст. н. е.
Майже 200 років села Нижньостанівецької сільської ради входили до Київської Русі, а пізніше Теребовлянської землі Галицького князівства. Близько 150 років місцевість цих сіл була в складі Галицько-Волинського князівства, а з кінця XIV ст. належить до Шипинської землі, на яку претендувала Польська держава. Коли в 1359 році молдавські феодали виступили проти угорського короля і домоглися визнання Молдови як окремого князівства, Польща зробила спробу загарбати землі Північної Буковини. Проте польське військо зазнало поразки і Північна Буковина відійшла до Молдавської держави. У складі Молдовського князівства Шипинсь- ка земля зберігала самоуправління, тобто автономію.
У феодальній грамоті за 1433 рік цю землю не вважали складовою частиною Молдавської землі, хоч, і вона і була підпорядкована молдавському господарю.
Остаточно Шипинська земля була приєднана до Молдови у 1499 році. У 1514 році Молдова потрапляє під турецький гніт, який триває 260 років. З того періоду до нас дійшли і письмоиі джерела про село Станівці.
У другій половині XVIII ст. Османська імперія почала втрачати свій вплив у Східній Європі. Одночасно зростає могутність Росії, яка прагнула зміцнити свої позиції на сході й півдні Європи. Вона прикривалась фальшивими лозунгами захисту православ'я і слов'ян.
Восени 1768 року розпочинаєтьсн російсько-турецька війна. У 1769 році російські війська вступають на Буковину, де перебувають до середини 1774 року. Австрія виступила посередником у переговорах між воюючими сторонами і в результаті отримала частину північної Молдови, до складу якої входила і Буковина.
На початку австрійського панування наш край був у занедбаному стані. Землеробство і скотарство перебували на низькому рівні.
Ремісництво і торгівля, які знаходились у руках вірмен і євреїв, були слабо розвинені. В цей період на Буковині діяло 26 чоловічих і 3 жіночі монастирі. Були і церковні школи.
Революція в Австрії, що розпочалася 13 березня 1848 року повстанням у Відні, вплинула і на настрої буковинців. У 1848 році селяни Нижніх Станівців відмовились виконувати панщину і взяли участь у повстанні під проводом Л.Кобилиці. 17 квітня 1848 року цісар мусив видати указ про скасування панщини в Галичині. Внаслідок революції 1848—1849 років і відповідних реформ на Буковині також було скасовано панщину. В результаті земельної реформи селяни одержали у власність наділи колишньої рустикальної землі, якою вони користувалися до реформи, але за викуп. Право ж на пасовиська, вигони, ліси та ін. повинні були врегулювати з поміщиками через укладання відповідних угод. В результаті цієї реформи селянство ще більше збідніло. Та воно не хотіло змиритися з таким станом свого життя. У 1896 році відбувся новий виступ селян, коли сервітутна комісія передала поміщикові частину громадського пасовища. На придушення виступу прибув військовий загін.

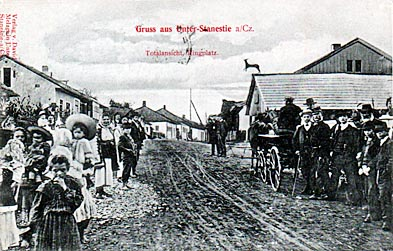
За австрійських часів Станівці мали поважний статус центру судового округу. Тут була розташована резиденція повітового суду.

Наприкінці XIX століття у селі майже 70 відсотків господарств були малоземельними чи безземельними. Багато людей володіли мізерними клаптиками землі, і щоб не вмерти з голоду, мусили працювати по найму або емігрувати в інші країни. В еміграції за океаном українські селяни зазнавали найжорстокішої експлуатації, їхня надія на краще життя змінювались розпачем. Як тяжко і де тільки вони не працювали: рубали ліс, осушували мочари, піднімали цілинні землі, будували шляхи, залізниці і міста. Але більшість залишалася злидарями. Тільки поодинокі досягли за кордоном деяких успіхів. Крім українців, у селі проживали євреї, німці, румуни і поляки. Високою була смертність селян у найбільш продукційному віці й особливо серед дітей до одного року. Наприкінці XIX — початку XX століть в селі почали розвиватись ремісництво і торгівля. За цю роботу взялися місцеві євреї.

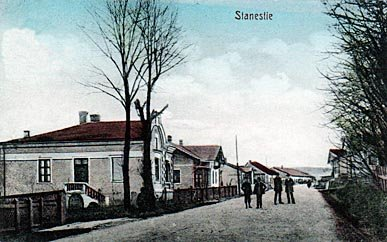
Нижні Станівці, 19 століття

Поява нового прошарку громадян не викликала непорозумінь. Стосунки між ремісниками і селянами були доброзичливими. Тоді лише дехто вважав, що євреї в селі фізично працювати не будуть, а захочуть жити за рахунок мужицького поту. Як за австрійської влади, так і за румунської, більшість сільських ремесел і торгівля належали саме євреям.
Як і в інших селах Буковини, у Нижніх Станівцях поряд з боротьбою проти соціального гніту селяни виступали проти національного гноблення, за рівноправність української мови, загальне виборче право, тому що існуюча виборча система була спрямована насамперед проти українських трудящих, особливо жінок.
21 січня 1906 року в прийнятому на вічі села Станівці рішенні вимагалось «знищення існуючих виборчих привілеїв, а замість цього введення загального, таємного, рівного і прямого голосування». «В противному разі, — йшлося далі, — заповідуєм боротьбу найгострішими засобами». Ця резолюція по телеграфу була послана прем'єр-міністру Гаучу в Відень.
У роки Першої світової війни 1914—1918 pp. між країнами австро-німецького блоку і Антанти було проведено декілька мобілізацій чоловіків до війська у віці від 18 до 53 років. У результаті весь тягар господарювання і військових примусових робіт лягав на плечі жінок, підлітків, дітей, старих людей. На селян накладали великі податки. Десятки жителів постійно залучали на важкі дорожні, ремонтні, транспортні та інші примусові роботи на термін від кількох днів до 2-3 місяців, зі своїм транспортом, тягловою силою, фуражем, харчами. Все це призвело до руйнування селянських господарств, до масового голоду. За офіційними даними, взимку і навесні 1917 року на Буковині голодували і потребували допомоги сотні селянських сімей, у тому числі жителі Нижніх Станівців.
Великого лиха зазнало населення від епідемії черевного тифу, яка охопила село в 1916 році.
Жорстокий соціальний і національний гніт з боку австрійських і російських властей викликав протести. 1 листопада 1918 року у Львові українські збройні формування захопили владу в свої руки і проголосили Західноукраїнську державу самостійною.
З листопада 1918 року в Чернівцях відбулося Буковинське народне віче, у якому активну участь брали представники Станівців. Воно вирішило приєднати українську частину Буковини до Західноукраїнської держави. У перехідний період владу тут здійснював Крайовий комітет, який очолював Попович Омелян Олександрович.
Однак закріпитись українській владі не вдалось. Представники румунської консервативної партії почали таємні переговори про окупацію Буковини і 11 листопада 1918 року Румуніязахопили край по річці Прут, чим порушила його суверенітет і права людини, висловлені у рішенні Буковинською народного віча.
12 листопада румунські війська перейшли Прут. Тут вони зустріли збройний опір українських частин. Найбільші бої точилися біля Лужан, Кіцманя та Заставни. Вони тривали два тижні й завершилися відходом українських частин у Галичину.
За час 22-річного панування на Буковині румунський уряд намагався знищити всі залишки адміністративно-політичної самостійності цього краю.
Впродовж 20-30-х років королівська влада послідовно здійснювала політику румунізації, намагаючись перетворити українців на румунів. Цим самим викликали в українців ненависть і бажання в будь-який спосіб позбутися непрошених прибульців.
У середині 30-х років на теренах Станівців поширюється діяльність українських націоналістів. У своїй роботі ця організація керується ідеєю соборності України.
Румунська влада тримала Буковину в напівколоніальному стані. Вона не дбала про економічну розбудову і підвищення добробуту народу. Основною частиною жителів були селяни, які займались переважно землеробством і тваринництвом. У землеробстві застосовували багатопілля. Прихід на Буковину румунської влади надовго загальмував процес розвитку селі. Окупаційна влада стягувала високі податки.
Селяни розводили велику рогату худобу, коней, різну птицю. За роки Першої світової війни значно скоротилося поголів'я. Темпи його відновлення були невисокими. Станом на 1927 рік поголів'я худоби не досягло довоєнного рівня, незважаючи на аграрну реформу 1921—1926 років. Стримувався розвиток господарства і через низькі ціни на сільськогосподарську продукцію порівняно з промисловими товарами.
Жандарми душили будь-які прояви політичної та національної активності громадян.
Незважаючи на штрафи і різні залякування, сільські дівчата в неділю і на свята одягали горбатки з синьо-жовтою стрічкою, хлопці прикріплювали до капелюхів живі синьо-жовті квіти.
Безправ'я селян особливо гостро відчувалося під час виборів до румунського парламенту.
На початку 30-х років у Нижніх Станівцях діяв підпільний комуністичний осередок, його учасниками були Г. Тарабан, Г. Яцько, Т. Гуля. В поліцейських документах того часу вказувалося, що більшовицькі ідеї глибоко проникли в селянське середовище, і дехто з селян пропагував ці ідеї. Саме за це в 1931 році було заарештовано Т. Альботу.
В 1938 році була прийнята конституція Румунії, яка перетворила її на авторитарно-тоталітарну державу з необмеженими правами короля та міністрів, відповідальними тільки перед ним. Північна Буковина зі столицею у Чернівцях відійшла до Сучавського повіту.
Наприкінці 30-х років Румунія посилено готувалася до війни. Хлопці, яким виповнилось 19-20 років, повинні були пройти муштру. Чоловіків, які відслужили в армії, мобілізували на перепідготовку. У селі точилася розмова, що буде війна. Молоді люди почали тікати на Галичину. Там енкаведисти ловили їх і судили за перетин кордону, як шпигунів. Більшість з них не повернулася додому.
Прилучення Північної Буковини до України 28 червня 1940 року жителі села зустріли з радістю і світлими надіями. В липні було створено сільську раду згідно з постановою Чернівецького повітового виконавчого комітету від 5 липня 1940 року.
Нова влада спиралася на найбіднішу частину населення і вбачала в ньому свою соціальну базу. Для залучення на свій бік почала перерозподіл власності. Бідне населення безкоштовно одержало невеликі наділи землі, з'явилось багато робочих місць у різних сферах діяльності. У той же час держава зажадала від селян великих поставок хліба, м'яса, вовни, яєць, молока та інших продуктів. Після зборів податків була запроваджена державна позика, яка самовільно призначалася місцевим керівництвом, надто ж стосовно заможних селян. Але попереду їх чекало ще страшніше випробування — насувалась війна. Особливо гіркими і жорстокими стали для багатьох станівчан 10-13 червня 1941 року, коли в селі заарештували так званих «неблагонадійнихта ворожих елементів», які на випадок війни могли, за думкою керівників НКВС-НКДБ, підірвати міць радянської держави. Сім'ї, які під загрозою застосування зброї забирали з хат і квартир, відвозили на залізничну станцію у Вашківці: тут чоловіків відокремлювали від жінок та дітей і в товарних вагонах відправляли у Комі, де на них було оформлено кримінальні справи. Впродовж 1942—1943 років за постановою особливої наради при НКВС СРСР вони були ув'язнені у виправно-трудових таборах на різні строки або засуджені до розстрілу. їхні сім'ї були таким самим способом відправлені в різні області Росії та Казахстану.
Радянсько-німецька війна, яка розпочалася 22 червня 1941 року, припинила радянізацію Буковини.
Незабаром на Буковину прийшли румунські війська, які почали ліквідовувати українську владу і замінювати її румунською адміністрацією. Свою діяльність вони почали з єврейських погромів та масових арештів і знищення багатьох буковинців за співпрацю з радянською владою. В Нижніх Станівцях було розстріляно 54 людини єврейського походження, а один помер від голоду в 1944 році в концтаборі Вінницької області.
Селяни були обкладені непосильними податками.
У кінці березня 1944 року в селі Нижні Станівці була відновлена радянська влада. Першим кроком більшовиків стало поновлення діяльності сільської ради, головою якої обрали Михайла Яцька. Селяни почали упорядковувати пасовиська, ремонтувати шляхи, мости тощо. Багато уваги приділяли організації допомоги Радянській Армії. Для потреб фронту здавали зерно, м'ясо, шкіри та іншу сільськогосподарську продукцію, яку не встигли забрати румуни. Тоді ж, навесні, почалась мобілізація чоловіків 1896—1926 р.н. до Радянської Армії — третя з початку війни. Були випадки, коли з однієї сім'ї йшли сини і батьки. Жахливу данину поклало село Нижні Станівці на вівтар перемоги над фашизмом. 69 станівчан не повернулися додому, залишившись спати вічним сном на теренах Прибалтики, Східної Пруссії і країн Східної Європи та Далекого Сходу. На їхню честь споруджено пам'ятник у центрі села. Багато станівчан отримали поранення, прийшли з фронту з підірваним здоров'ям. Перепочинку фронтовики не знали. Треба було зразу включатись у відбудову народного господарства. На грудях фронтоника Миколи Волощука виблискували орден і медалі. Ці нагороди свідчили про те, що Микола Якович проявив на фронтах війни мужність, люту ненависть до ворогів і велику любов до матері-України. «У кожному бою, розповідав ветеран, — згадував рідну землю і своє село Нижні Станівці. і за них проливав кров, за них хвилююсь і нині». Микола Якович справді хвилювався за рідний край і зробив чимало для його процвітання, пройшовши шлях від секретаря сільської ради до першого секретаря Вижницького райкому партії. Любов до рідного села проявилася і в тому, що він заповів поховати його на цвинтарі рідного села. Цю волю виконали його син Микола Миколайович і старший брат Василь Якович, який з 1953 по 1975 роки обирався головою Нижньостанівецької сільської ради. З нагородами повернувся з фронту і однокласник Миколи Волощука Дмитро Миронюк, який все своє післявоєнне життя присвятив розвитку спорту.
Перші післявоєнні роки для Нижніх Станівців були надмірно складними. Основною причиною великих людських втрат став політичний терор радянської влади. Безжалісно, по-звірячому була знищена енкаведистами в Нижніх Станівцях родина Гальчуків. Господаря Михайла і його дружину Юстину розстріляли в їхній же хаті, яку потім підпалили. Не дозволили нікому підходити близько, щоб погасити вогонь чи врятувати щось із  господарства. Та найстрашніше і найжахливіше те, що в хаті заживо згорів їхній півторарічний онук Корнелій, котрий залишився після смерті їхньої доньки Марії. Цього жорстокого покарання Гальчуки зазнали за те, що їхній зять Михайло Костюк, котрого було заарештовано і засуджено, був зв'язковим у боївці «Сагайдачного».
Багато людей загинуло в національно-визвольній боротьбі ОУН-УПА проти тоталітарного деспотичного режиму. Щоб захистити свій народ від сваволі окупантів, позбутися їх і здобути Самостійну Соборну Україну, патріоти Станівців брали участь у Буковинському курені, який був сформований улітку 1941 року і пішов на Велику Україну.

Петро Войновський

Організатором його став ставчанин Петро Войновський, політичний і військовий діяч, крайовий провідник ОУН Буковини та Бессарабії (1940). У 1941 році Буковинський курінь дійшов до Києва. У ньому воювали: сотник Данчул, Іван Козак, Корнелій Мельничук та інші. Багато станівчан взяли зброю до рук і пішли в боївки «Сагайдачного», «Когута», «Юрася», у яких боролися справді самовіддані, сміливі й чесні бійці, котрих на смертельний бій вело одне бажання — бачити свою державу вільною, самостійною, незалежною.
У боротьбі за українську державність у 1944—1950 роках полягло понад 10 патріотів свого народу: вояки УПА Василь Гальчук — «Хома», Микола Гальчук — «Ванька», Микола Фішер, 1912 р.н., Микола Цопа і станичний УПА Георгій Лютик-Миронюк — «Соловей», 1913 р.н.; селяни Корнелій Гальчук, Марія Гальчук, Михайло Гальчук, Юстина Гальчук, продавець Степан Галицький. Всі вони вбиті військами НКВС.
10 жовтня 1944 року в селі Станівці кущовий «Шабля» застрілив начальника винищувальної банди.
30 травня 1946 року в селі Нижні Станівці повстанець «Обережний» застрілив працівника НКДБ Миколу Руснака і забрав автомат.
Наприкінці грудня 1944 в Станівцях більшовики розгромили чоту «Берези», одну з найкращих, а сам «Береза» загинув. У середині січня 1945 року тиф косив людей в горах і в кожній сотні 70-80 відсотків вояків хворіли.
26 липня 1945 року боївка УПА розгромила банду Тараса, яка видавала себе за УПА, а його розстріляли.
В цей період понад 70 солдатів- енкаведистів робили виходи на Нижні та Верхні Станівці, Гострий Кілок, Брусенки, Виноград. У 1945 році в Нижніх Станівцях розміщався полк, у якому на озброєнні перебувало 40 танків. 29 червня 1946 року село покинули останні залишки військового гарнізону, забравши з собою навіть вікна з хат, у яких проживали.
30 червня 1946 року енкаведисти насильно забирали у жителів Нижніх Станівців продукти харчування.
В наказі керівництва УПА від 31 серпня 1946 року йшлося: «За наші спалені села, за вигнання і вивезення народу, за наш знищений край, вкритий згарищами і попелищами, за всі переслідування, грабунки, побої, вбивства, нечуваний терор, за всі страждання і кривди нашого народу — за всю неволю і руїну помста і смерть ворогам України!».
Вороги змушували членів боївок бути жорстокими з ними. Вони убивають на кожному кроці. Боротьба йде не на життя, а на смерть. Вже у 1945—1947 роках опір УПА був частково зламаний, Буковинський курінь розформований, сотні розсіяні, людські резерви в основному вичерпані. Майже все жіноцтво, раніше задіяне до співробітництва з УПА, було схоплене енкаведистами. На лініях зв'язку та в бункерах вже активно діяли агенти НКДБ. Але радянська влада ще деякий час була зацікавлена в тому, щоб боротьба ОУН-УПА на території сіл Станівці, Драчинці та інших тривала. Хоча б для того, щоб виправдати себе у скоєних злочинах і мати можливість коїти їх далі в цьому районі Буковини. Їм потрібно було виявити і по головно знищити всіх національно свідомих людей.
Внаслідок боротьби жертвами політичного протистояння у 1941—1948 роках стало 20 людей. Серед них: директор лісопильного заводу Федот Кім; технічний директор лісопильного заводу Микола Руснак; бійці винищувального загону Іван Лукаш, Ілля Фойчук, Микола Цоп; сотник УПА, член Буковинського куреня Володимир Данчул; колишній вояк УПА Михайло Чувік; мельник Степан Лукащук, повішаний боївкою УПА, та інші.
Чернівецький обком партії, що підірвати економічно-продовольчу базу УПА, 20 жовтня 1947 року вирішив провести масштбну операцію з виселення сімей учасників ОУН у віддалені райони СРСР. Було затверджено до вивозу 773 сім'ї. Випав великий сніг і за 4 дні (20-24 жовтня) було виселенії 616 сімей — всього 1635 людей. Із Кіцманського району було вивезенії 20 сімей — 51 людина, Вашківецького району — 151 сім'я (403 людини) Серед виселених: 480 сімей засуджених членів ОУН, 104 сім'ї вбитих і тільки 32 сім'ї тих, що перебували в боївках. Серед них: бідняків — 255, жінок — 751,615 дітей до 15 років, що переконливо свідчить, з ким воювала радянська влада в 1947 році.
153 тисячі героїчних бійців УПА розстріляли або повісили, а десятки тисяч замордували у тюрмах і таборах, та національно-визвольних ідей перемогти не змогли. Вони знову відродилися і забуяли буйним цвітом, як висушений український літній степ після тривалої теплої грози.
У 1991 році ці ідеї здобули перемогу над комуністичними догмами. Була проголошена українська незалежність. Всі сподівалися на розквіт і буяння. Але до влади прийшли люди, котрі не дуже хочуть, щоб у державі запанували примирення, спокій і дружба. Для них українська незалежність, як кістка у горлі. Тому УПА досі не визнана воюючою стороною.
Післявоєнні роки принесли нову хвилю економічних негараздів. Життя в селі було надзвичайно складним. Держава, накладаючи на селян високі норми хлібопоставок, забирала у них останнє зерно. Посуха восени 1946 року призвела до голодомору 1947 року.
Нижні Станівці голод обминув, хоча багато сімей недоїдали, ледве зводили кінці з кінцями. Діяльність УПА не давала змоги повністю вивезти сільськогосподарську продукцію з села.
Невиконання зобов'язань зі здачі сільгосппродуктів тягло за собою опис майна і ув'язнення селянина на тривалий строк. З Нижніх Станівців було репресовано понад 110 людей. Штучний голодомор, наступ на «куркуля» — «класового ворога» трудового селянства — призвів до колективізації. В 1948 році утворюються колгоспи ім. Сталіна та ім. Кірова, які в 1950 році об'єднуються в колгосп «Україна», котрий в 1973 році об'єднався з колгоспом «30 років Радянської України» села Верхні Станівці. Господарство займалося рослинництвом, тваринництвом (вівчарством) і льонарством. Розвивались допоміжні галузі, кахельний завод, який щорічно виготовляв близько 400 комплектів кахелю. Ця продукція користувалася широким попитом на всій Буковині, у сусідніх областях, а також в Молдові і Румунії. Працювали пилорами, механічна, столярно-теслярська та деревообробна майстерні, вальцьовий млин, цегельно-черепичний завод. Колгосп змагався з радгоспом із Краснодарського краю.

## Демографія
Етнічний склад населення(2001)
Відповідно до перепису 2001 року, більшість населення Нижніх Станівців є українцями(98,64 %).
Населення:
- 1930: 953 (перепис);
- 1989: 1895 (перепис);
- 2007: 1,990 (оцінка).

### Мова
Розподіл населення за рідною мовою за даними перепису 2001 року:
| Мова            | Кількість | Відсоток |
| --------------- | --------- | -------- |
| українська      | 1963      | 98.64%   |
| російська       | 21        | 1.06%    |
| румунська       | 3         | 0.15%    |
| білоруська      | 1         | 0.05%    |
| інші/не вказали | 2         | 0.10%    |
| Усього          | 1990      | 100%     |

## Сучасний стан

### Підприємства
У 1992 році Верхні Станівці відокремилися, а колгосп «Україна» проіснував до 1995 року, коли він поділився на три окремі господарства: TOB «Станівецьке» — директор Ярослав Мельничук; ТОВ «Підгір'я» — директор Василь Костащук і ТОВ «Брусенківське» — директор Святослав Москалюк, яке нині ліквідоване.
Зараз на території сільської ради орендує майже 60 га паїв ТОВ «Калина» з Кальнівців; «Інтерагроком» від Мамаївського «Буко-фрукт» орендує понад 70 га під сади; приватне фермерське господарство «Темп» Василя Лакусти займається вирощуванням свиней. На території сільської ради є державне підприємство «Кіцманський ліс АПК», яке виготовляє лісопродукцією, та ВАТ «Нижньостановецьке РТП», яке займається ремонтом двигунів, виготовленням бетонних виробів. Жителів села обслуговують: відділення «Укрпошти» та «Нової пошти», філія Ощадбанку, три перукарні, майстерні з ремонту одягу та телерадіоапаратури, автозаправка, ринок, аптека, майстерня з ремонту та технічного обслуговування транспортних засобів, ресторан «Лісова казка», ряд кафе-барів та достатня кількість магазинів. Приватні підприємці займаються виготовленням цегли, виробництвом меблів, виготовленням парафіну, вирощуванням свиней, працює пилорама. Всього зареєстровано 40 суб'єктів підприємницької діяльності.

### Культура
Культурне надбання села Нижні Станівці має глибокі коріння в історії українського народу. Воно виражено в побуті, обрядах, святах, традиціях. У селі жили і живуть прекрасні ткалі й швачки, боднарі й столяри, шевці й вишивальниці. Широко відомі килимарниці Ф. Яцько, М. Симованюк, О. Єринюк, Ф. Харина; вишивальниці М. Ремба, Ю. Вишиван, С. Боднарюк, О. Шевчук, С. Новак; писанкарка Г. Козак, різьбярі по дереву Й. Газінський і М. Ремба; майстер кованих виробів М. Шморгун та багато інших.
Після встановлення радянської влади в червні 1940 р. в селах відкрили клуби і бібліотеки, які стали осередком культурного життя. Станівчани вперше ознайомилися з новою ідеологією. Сподівання на кінець національного гноблення і розквіт національної культури із приєднанням до Великої України обернулось переслідуванням національно свідомих громадян, національно-культурних товариств. Будь-які патріотичні думки й заклики до незалежності, прояви національної свідомості, виступи на захист національних духовних над бань сприймались органами влади, як страшний злочин, і жорстоко каралися. Під маркою інтернаціоналізму насаджували імперський шовінізм.
Великого, непоправного удару духовним скарбам Нижніх Станівців було завдано рішенням бюро Чернівецького обкому КП(б)У під З січня 1941 року «Про вилученим шкідливої літератури», згідно з яким з бібліотеки села були вилучені книги більшості буковинських авторів, як шкідлива і застаріла література
Нині на території сільської ради працюють два клуби і дві бібліотеки. Понад сорок років на культурній, освітній ниві трудиться завідувачка Нижньостанівецького клубу Марія Гальчук. Тут працюють змішаний хор під керівництвом Тетяни Калинчук, танцювальний колектив, який очолює Марія Гальчук, та інші гуртки. Цікаво проходять свята: храмове свято, 9 травня, День незалежності, день виведення військ з Афганістану, адже в селі проживають дев'ять воїнів-афганців. Вшановують людей, котрим за 90. Цього дня до ювілярів приходить вітальна група з концертною програмою і подарунками від виконкому сільської ради.
Цікаві програми родинного ансамблю Лакустів, у якому бере участь 12 чоловік, чоловічих та жіночих вокальних груп, які веде Тетяна Калинчук.
Відомі Нижні Станівці і своїми спортивними успіхами, особливо з шахів і шашок. їх представник займають призові місця з цих видів змагань впродовж багатьох років, а в 2011 році вони стали чемпіонами району.

### Релігійне життя

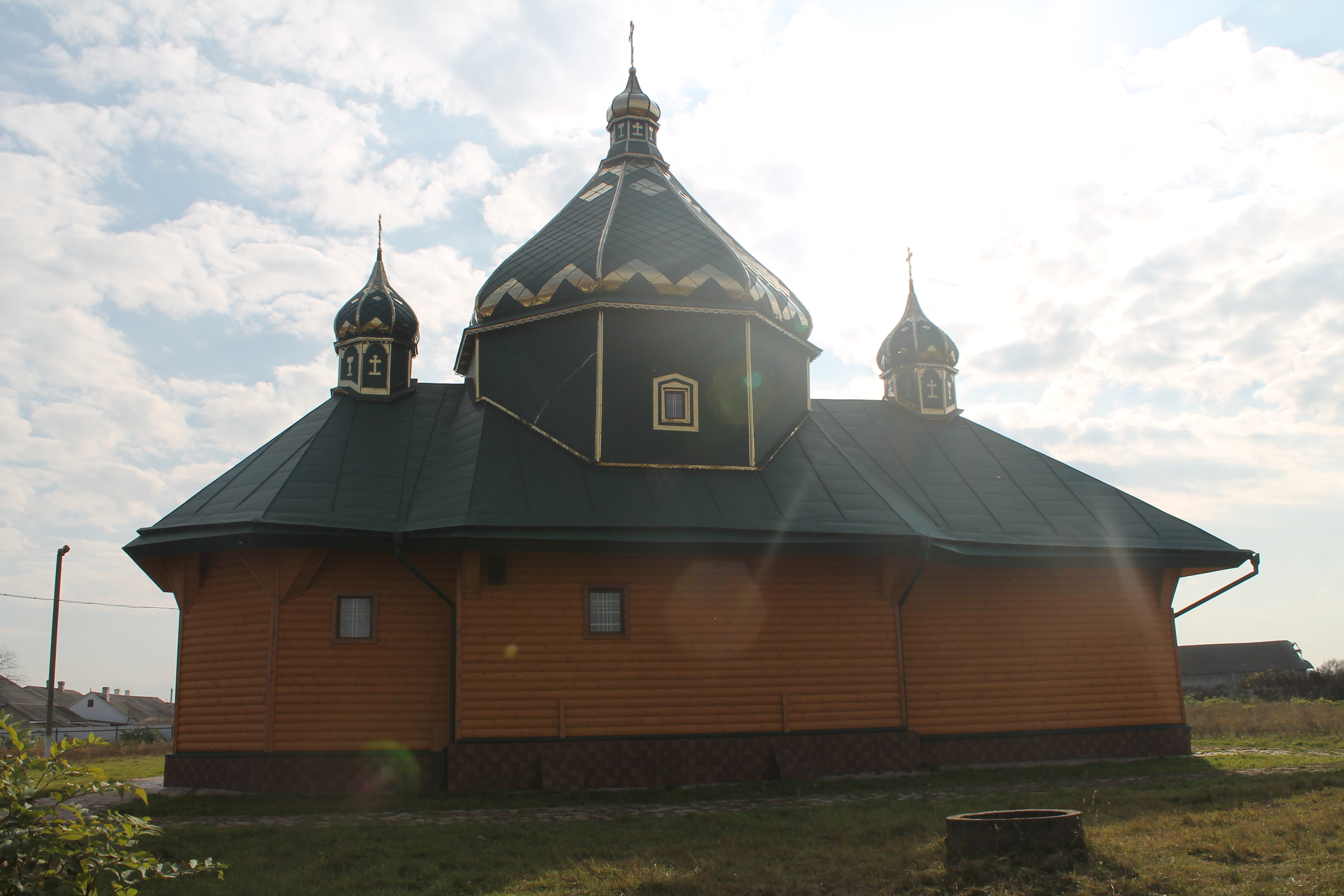
Миколаївська церква у с. Нижні Станівці

Село завжди привертало увагу своїми церквами. На території сільської ради — три православні церкви Київського Патріархату. У селі Нижні Станівці діє Свято-Миколаївська церква — пам'ятник дерев'яного зодчества, побудована у 1794 році та перебудована протягом 1808—1810 років. Село Нижні Станівці здавна знамените своїм храмовим святом, які відзначають 21  листопада. Господарі запрошують рідних, близьких, знайомих, родичів. Святкування відбувається за пишно вбраним столом. Закінчується храм піснями, танцями. Такі ж свята відзначають і в інших двох селах сільради. Кожне село, куток має своєрідні історичні, культурні, обрядові, релігійні традиції. Багато побудовано капличок, особливо за роки незалежності. Заборона здійснення релігійних традицій за часів радянської влади призвела до закриття частини церков і руйнування капличок. Влада забороняла реставрувати і будувати їх. Проте глибока релігійність і наполегливість християн дозволили їм відновити все за короткий час. В усіх капличках багато образів і вони духовно збагачують жителів села, у тому числі молоде покоління.

### Пам'ятники

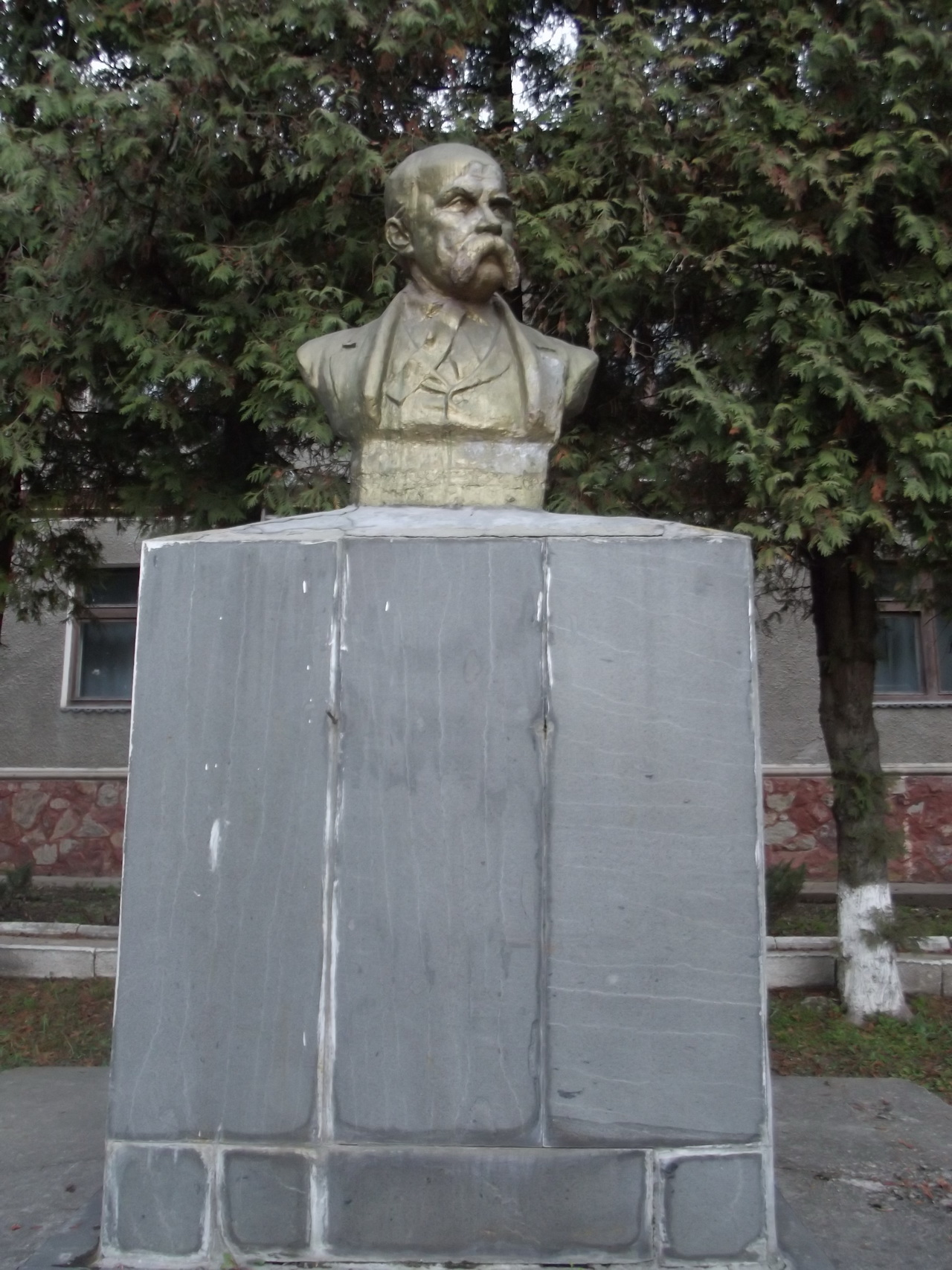
Погруддя Т. Г. Шевченка в селі Нижні Станівці

На території Нижніх Станівців побудовано обеліск воїнам, загиблим під час Другої світової війни, та погруддя Т. Шевченка.

### Нижньостанівецький дендрологічний парк
Жителі села вдячні колишньому вчителеві географії Володимиру Гарасу. З його ініціативи на честь 150-річчя з дня народження Т. Г. Шевченка у 1964 році учнівський колектив заклав шкільний дендропарк площею в один гектар.
Схил розбитий на окремі сектори з урахуванням фізико-географічних особливостей тих зон, де люблять рости ті або інші дерева чи кущі. Є в дендропарку Карпатський схил, на якому прослідковується висотна поясність. Є куточки уссурійської тайги, Середземномор'я і Північно-Американський.

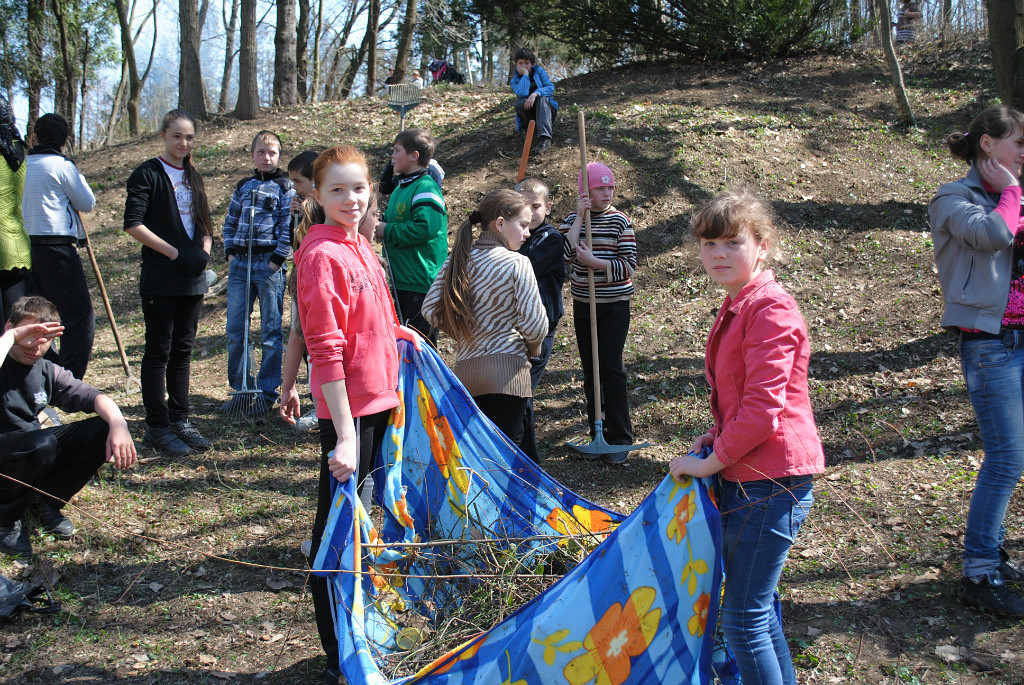
Щороку учні місцевої школи прибирають у дендропарку

Завдяки співпраці й спілкуванню з Чернівецьким ботанічним садом, Сторожинецьким дендропарком, розсадниками місцевих лісництв, а також при допомозі колишніх випускників школи, які на той час проживали на Далекому Сході, у субтропіках Криму, Кавказу, Середньої Азії, зібрали саджанці й насіння близько ста видів дерев і кущів з різних природних зон. Зокрема, дуби: кореальний і пірамідальний; клени: цукровий і червоний; горіхи: чорний, Зібольда, білий; ростуть вільха чорна, тис ягідний, спірея (залізне дерево), кілька видів туй, платан, катальпа, берлінська тополя, сосни Банкса і Веймутова, коркове дерево, магнолія Кобус, змієвидна верба, ялина тянь-шанська і багато-багато інших.
Деякі з них були дуже крихітні, кілька сантиметрів заввишки. Тому довелося прикласти чимало зусиль, щоб вони змогли витримати сніжні морозні зими чи спекотне літо. Та старання не були марними і компенсувалися тим приємним відчуттям, яким переповнювалися серця вчителів і учнів, коли видно було, що більшість деревець прийнялися і з кожним роком ставали все вищими і міцнішими.
На честь пам'ятних дат, визначних подій садили в парку алеї з берізок, туй чи інших рослин.
Дендропарк обгороджений живоплотом.

### Освіта
Освіта в селі була започаткована офіційним відкриттям початкової школи в 1872 році. У 1906—1907 pp. у Нижніх Станівцях було 450 дітей шкільного віку, навчанням було охоплено лише 320 дітей, а закінчити початкову школу змогли тільки 250 учнів.
Певну роль відігравали в розповсюдженні українського слова в умовах австрійського по неволення «Вільна організація українського учительства на Буковині», у яку входило декілька вчителів із Нижніх Станівців, і товариство «Руська бесіда», відділення якого в селі було відкрито в 1911 році.
Приміщення школи, у якій учні навчаються сьогодні, побудоване у 1910 році.
Організація вчителів у своєму органі «Каменяр» гостро викривала порядки, що існували тоді в системі народної освіти на Буковині. II передовій статті одного з номерні «Каменяра» з гнівом йшлося про жахливі умови, у яких перебуиа ли і вчителі, і учні на Буковині. Школи більше схожі на бараки, вікна і двері не пристають, у кімнатах нестерпно холодно і брудно. Газета закликала всіх учителів та українців до солідарності, друкувала революційні вірші І. Франка, пропагувала найкращі твори літератури і мистецтва братньої України.

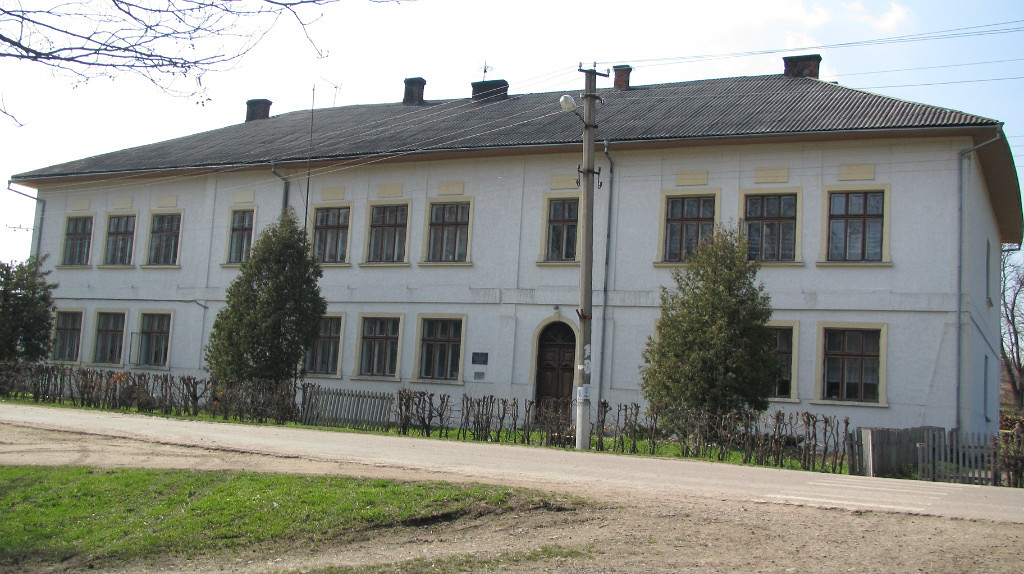
Нижньостановецький ЗНЗ І-ІІІ ступенів

Під час румунської окупації в Нижніх Станівцях була тільки одна школа з румунською мовою навчання, де з Нижніх і Верхніх Станівців у 1936 році навчалося 379 учнів.
У 1940 році, з приходим радянської влади, у селі працюмаїм семирічна, відкрито декілька кпасів вечірньої школи.
Після війни у 1944 році сюди було направлено багато вчителів із Східної України.
У 1967 році приміщення школи було добудоване ще 4 класними кімнатами і вона стала середньою. Директором в той час працював Василь Фесенко.

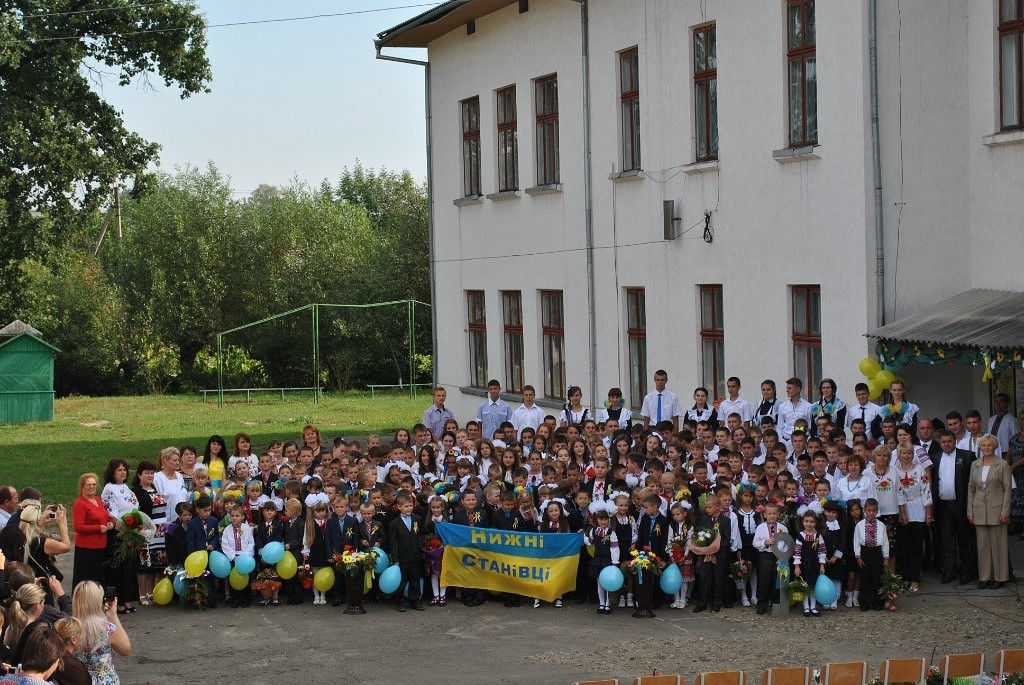
Учні і вчителі. 2014 р.

Нижньостановецьку школу в різний час очолювали: Іван Рудий, Григорій Іванушко, Григорій Збриський, Василь Фесенко, Корній Мошук, Степан Вовкович, Октавіан Дяконюк, Наталія Чолпан. З 2002 року директором працює Степан Лакуста.
В школі діють багато гуртків. Особливо люблять учні виготовляти вироби з бісеру. Керує гуртком вчитель трудового навчання Інна Рогозевич.
Зараз на території сільської ради діють Нижньостанівецька середня школа, Брусенківська неповно-середня школа, філіал музичної школи, є дитячий садочок «Сонечко» на 70 місць, художня студія.
В роки незалежності освітяни Нижніх Станівців доклали чимало зусиль до відродження національної школи, утвердження в ній гуманістичних і демократичних засад з пріоритетом загальнолюдських цінностей і моралі, рідної мови, культури, історії, буковинських звичаїв і традицій. У школах введено предмет народознавства. Осередки «Просвіти» нижньостанівецьких шкіл багато працюють з учнівською молоддю, залучаючи її до збирання матеріалів з історії сіл, проведення різних тематичних вечорів, лекцій, вікторин, зустрічей з цікавими людьми.

### Медицина
Медичне обслуговування здійснюють дві лікарські амбулаторії загальної практики сімейної медицини, які очолюють Н. Федоряк і С. Козлан.

### Політика
Здобуття незалежності було закономірним результатом багатовікової боротьби народу за свою державність. З кінця 80-х — початку 90-х років зросла суспільно-політична активність жителів Нижніх Станівців. Багато громадян села є членами різних партій і громадських організацій. Осередок НРУ очолює Михайло Яцько. На прямих виборах 1994 року головою села було обрано Євгенія Никитовича.
На виборах 2010 року головою села обрали приватного підприємця Івана Гулю, який активно взявся за наведення належного порядку на території сільської ради.
Роки соборності України стали найвищими університетами життя для всіх нас. Відбулося переосмислення цінностей в усіх сферах життя.

## Відомі постаті
- Оробко Василь — капітан армії Австро-Угорщини, учасник Першої світової війни, український військовик, сотник, потім отаман УГА.

Нижні Станівці прославило чимало відомих людей. Тут народилися: доктор фізико-математичних наук, професор, завідувач кафедри математичного аналізу ЧНУ ім. Ю. Федьковича Володимир Маслюченко; режисер Київської кіностудії ім.О. Довженка Володимир Фесенко; один з організаторів компартії Буковини С. Гуцуляк; відомий хімік X. Боднарюк; український композитор-аматор Георгій Руснак; майстер спорту міжнародного класу з вільної боротьби, переможець V Спартакіади народів СРСР 1971 року Микола Руснак та ін.